# ジョシュア・リース
ジョシュア・リース（Joshua Reis) はアメリカ合衆国のシネマトグラファー (撮影監督) 、写真家。
映画『潜入者』の撮影監督として知られる。ミュージック・ビデオも多く手がけており、ジャスティン・ビーバーの「What Do You Mean?」やクリス・ブラウンの「Party」や「Privacy」、DJキャレドの「I'm the One」、そしてカニエ・ウェストの「Mercy」など、撮影監督をつとめた作品は200本以上。ロサンゼルス在住。

## 撮影作品

### 映画
| 年   | 作品名                                 | 制作国                    | 監督                 |
| ---- | -------------------------------------- | ------------------------- | -------------------- |
| 2009 | Lo                                     | アメリカ合衆国            | Travis Betz          |
| 2014 | City of Dead Men                       | アメリカ合衆国 コロンビア | Kirk Sullivan        |
| 2016 | State Farm Neighborhood Sessions Usher | アメリカ合衆国            | クリス・ロビンソン   |
| 2016 | 潜入者                                 | アメリカ合衆国            | ブラッド・ファーマン |